# ELP3
ELP3‏ (Elongator acetyltransferase complex subunit 3) هوَ بروتين يُشَفر بواسطة جين ELP3 في الإنسان.